# Саут Санфорд (Мејн)
Саут Санфорд (енгл. South Sanford) насељено је место без административног статуса у америчкој савезној држави Мејн.

## Демографија
По попису из 2010. године број становника је 4.536, што је 363 (8,7%) становника више него 2000. године.
| Група             | 2000.         | 2010.         |
| Белци             | 3.945 (94,5%) | 4.255 (93,8%) |
| Афроамериканци    | 11 (0,3%)     | 18 (0,4%)     |
| Азијати           | 119 (2,9%)    | 127 (2,8%)    |
| Хиспаноамериканци | 34 (0,8%)     | 68 (1,5%)     |
| Укупно            | 4.173         | 4.536         |